# Andrej Choteev
Andrej Ivanovič Choteev (in russo Андрей Иванович Хотеев?; Leningrado, 2 dicembre 1946 – 28 novembre 2021) è stato un pianista russo.

## Studio e formazione musicale
Andrej Choteev inizia lo studio del pianoforte a cinque anni. Ha viene ammesso al Conservatorio di Leningrado, studia con Nathan Perelman, quindi proseguito gli studi presso il Conservatorio di Mosca, sotto la guida del maestro Lev Naumov Egli ha anche dato il suo primo concerto nel 1983 al Conservatorio di Mosca. Altri concerti in tutta la Russia hanno seguito. L'incontro con Svjatoslav Richter nel giugno 1985 a San Pietroburgo ha avuto una profonda influenza sullo stile pianistico di Choteev. Dopo la raccomandazione di Valerij Gergiev ha avuto la possibilità di dare concerti nei Paesi Bassi al Concertgebouw di Amsterdam e in Germania a Schleswig-Holstein Musik Festival nel 1990.
Nel 1991 fa il suo debutto al Concertgebouw di Amsterdam, alla Purcell Room di Londra e alla Laeiszhalle di Amburgo con successo, ricevendo elogi anche da giornali autorevoli come Die Welt, Die Zeit e Frankfurter Allgemeine Zeitung.
Dal 1993 vive con la sua famiglia in Germania.
Concertista molto attivo, suona con le orchestre, tra cui l'Orchestra Filarmonica di San Pietroburgo, Orchestra Sinfonica Čajkovskij della Radio di Mosca, la Orchestre Lamoureux, la Orchestre national du Capitole de Toulouse, Hamburger Symphoniker, la Orchestre national de Montpellier de France, la Netherlands Radio Symphony.
Nel 1996 ha suonato alla Salle Pleyel di Parigi, Capitole de Toulouse, Festival de Radio France, nelle Amsterdam, Londra, Bruxelles, Berlino, Madrid, Mosca. Ha collaborato con importanti direttori, come Vladimir Fedoseev, Thomas Sanderling, Andrej Borejko, Eri Klas, Woldemar Nelsson, Pavel Kogan, Vladimir Altschuler e tanti altri, nelle maggiori sale da concerto. Ha appeares anche come pianista nei punti ad esempio con Robert Holl. Dopo aver iniziato nel 2006, Andrej Choteev funziona anche con il soprano Anja Silja aver realizzato diversi programmi artistici con lei da allora.
Prima di Choteev del ciclo di tutte e tre concerti Čajkovskij nelle versioni originali presso la sala grande del Conservatorio di Mosca e di Čajkovskij Fantaisie de Concerto per pianoforte e orchestra, nel novembre 1996, che lo ha attirato l'attenzione di tutto il mondo e gli ha dato la fama di una Čajkovskij esperto. Due anni dopo ha presentato e registrato lo stesso programma, con l'Allegro in do minore, così come la Ungarische Zigeunerweisen da Franz Liszt / Sophie Menter in un'orchestrazione di Čajkovskij. Un'altra attività importante è il suo lavoro con emittenti radiofoniche e televisive come NDR e DeutschlandRadio Berlino in Germania, VARA e VPRO Paesi Bassi, Radio Lugano Svizzera, NHK e TBS in Giappone.
Nel 2006, Andrej Choteev realizzato a Greater Sala, Amburgo un progetto con luce colorata e musica a "Prométhée, Le Poème du Feu" di Scriabin e la luce e con disegno originale a colori punteggi di Wassily Kandinsky "Immagini di una esposizione" di Mussorgsky.
Hoteev sposò la pianista russa Olga Hoteeva. Insieme a lei ha pubblicato un CD nel 2012 con 22 sconosciuti trascrizioni originali di Sergej Rachmaninov per pianoforte a quattro mani dopo Čajkovskij di La Bella Addormentata.

## Caratteristiche e repertorio
Pianista virtuoso che nelle sue interpretazioni sa fondere energia e spontaneità, Andrej Hoteev si cimenta complessivamente con un repertorio romantico e tardoromantico, facendo di Schubert, Schumann, Liszt e Brahms i suoi cavalli di battaglia. Si dedica inoltre all'esecuzione di compositori russi, oltre a Musorgskij, Pëtr Il'ič Čajkovskij, Skrjabin, Rachmaninov, Prokof'ev e Šostakovič.

## CD parziale
- Tchaikovsky: Piano Concert No. 3/Dumka 1993, Accord
- Tchaikovsky: The four piano concertos, Hungarian Gypsy Melodies, Allegro c-moll in original version. 3 CDs, 1998, KOCH-Schwann
- Russian songs: Rachmaninoff: 10 songs; Mussorgsky: Songs and Dances of Death; Scriabin: Piano Sonata No. 9 Black Mass with Anja Silja, soprano. Recording: Berlin, Jesus Christus Kirche, 2009, Sony/RCA Red Seal
- Tchaikovsky/Rachmaninoff: Sleeping Beauty/Dornröschen. Great Ballet-Suite for piano for four hands. Andrej Hoteev and Olga Hoteeva, piano. 2012, NCA-World première[15]
- “Pure Mussorgsky”: Pictures at an Exhibition & Songs and Dances of Death - played from the original manuscripts; Andrej Hoteev(piano) and Elena Pankratova(soprano). Berlin classics / Edel 2014[16]
- Wagner„Declarations of Love. Complete piano works and piano songs for Mathilde and Cosima:“Wesendonck- Sonata” Piano Sonata in a flat WWV 85 – “Sleepless”Music Letter for piano in G  - “Schmachtend”Piano Elegie for Cosima in A-flat - Wesendonck-Lieder 1. Version, 1857/58 - “Vier weiße Lieder“,1868. Andrej Hoteev, piano; Maria Bulgakova, soprano Hänssler Classic HC16058 2017[17]
- „Čajkovskij.The Seasons & Dumka“:" The Seasons,12 characteristic scenes” op. 37bis and „Dumka“ op.59. Andrej Hoteev (piano) Profil-Edition Günter Hänssler PH18088 2019 [18]

## DVD parziale
- Mussorgsky: Pictures at an Exhibition, 2001
- Prokofiew: Piano Sonata No. 6. (Op. 82), 2003